# Chartocerus kurdjumovi
Chartocerus kurdjumovi is een vliesvleugelig insect uit de familie Signiphoridae. De wetenschappelijke naam is voor het eerst geldig gepubliceerd in 1950 door Nikol'skaya.